# Ilyocyprididae
Ilyocyprididae é uma família de ostracodes pertencentes à ordem Podocopida.
Géneros:
- Ilyocyprella
- Jeiocypris
- Jliocypris
- Juxilyocypris Kempf, 2011
- Neuquenocypris Musacchio, 1973
- Renicypris Ye, 2002